# Quimerinas 1
Quimerina 1 también conocida como CHN1 es una proteína que en los humanos es codificada por el gen CHN1.
La quimerina 1 es una proteína activadora de proteínas GAP específicas para RAC GTP-binding proteins. Se expresa principalmente en el cerebro y pueden estar implicados en la transducción de señales. 
Este gen codifica la proteína activadora de la GTPasa para p21-rac y un receptor de éster de forbol. Desempeña un papel importante en el axón motor ocular precursor.

## Importancia clínica
Las mutaciones heterocigotas sin sentido en este gen causan el síndrome de retracción de Duane 2 (DURS2).